# Lubicz (województwo kujawsko-pomorskie)
Lubicz – dawna nazwa dwóch wsi w Polsce położonych około 10 km na wschód od Torunia, na obu brzegach Drwęcy, na terenie obecnego powiatu toruńskiego w województwie kujawsko-pomorskim. Obecnie wsie te to Lubicz Górny oraz Lubicz Dolny.
Co najmniej do 1954 r. obie wsie nosiły jednakową nazwę, kiedy to znalazły się w jednej gromadzie Lubicz. 